# Seznam norských bitevních lodí

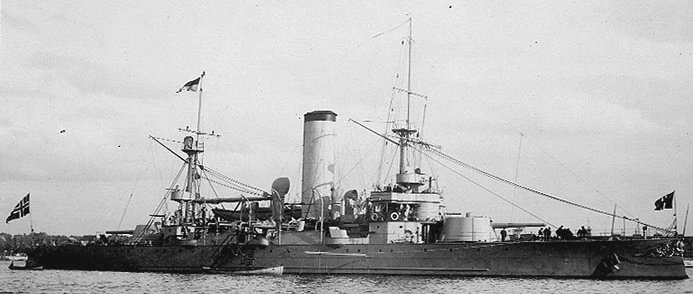
Tordenskjold

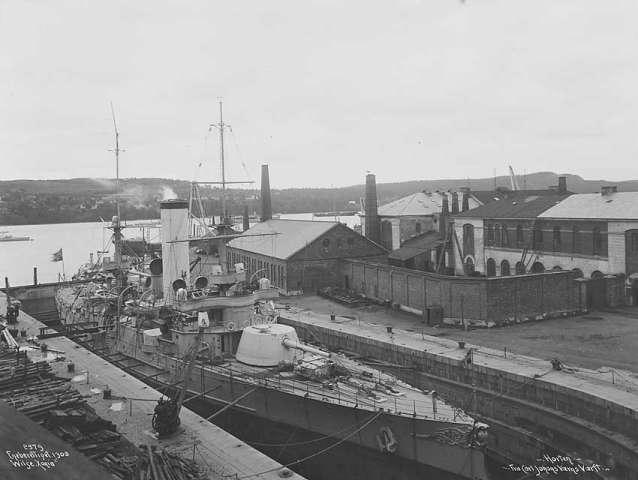
Harald Haarfagre

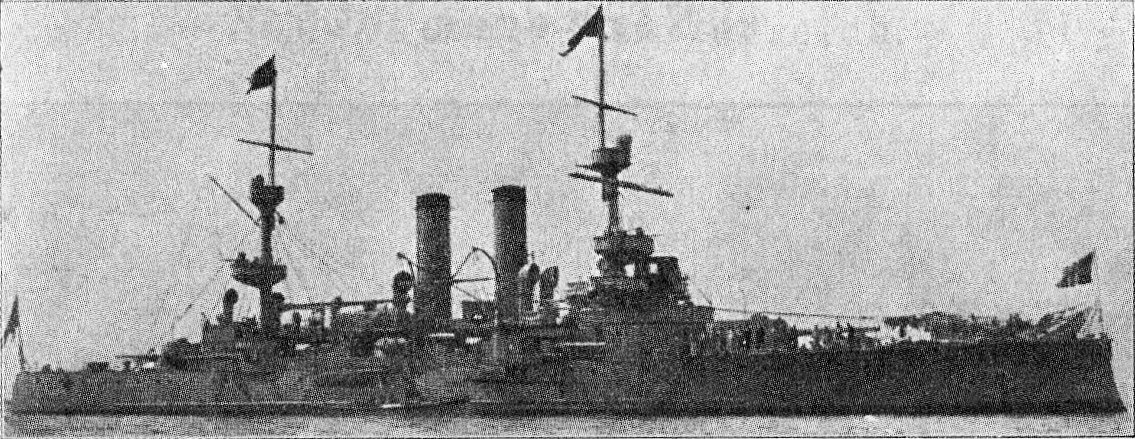
Eidsvold

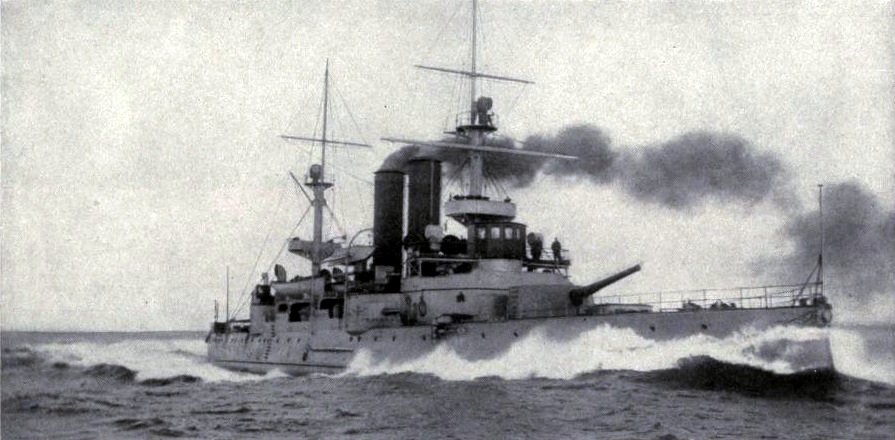
Norge

Seznam norských bitevních lodí obsahuje všechny bitevní lodě, které byly ve službě u Norského královského námořnictva.

## Pobřežní bitevní loď

### TřídaTordenskjold
- Tordenskjold
- Harald Haarfagre

### TřídaEidsvold
- Eidsvold
- Norge

### TřídaBjørgvin
- Bjørgvin
- Nidaros